# Gloomy Sunday (группа)
Gloomy Sunday — шведская музыкальная группа.

## История создания
Музыкальная группа создана в Швеции и названа в честь песни «Мрачное воскресенье», написанной в 1933 года и неофициально считающейся песней самоубийц. Группа исполняет тяжёлый дум-метал.
Первая пластинка Beyond Good and Evil вышла в 2007 году и содержала несколько отсылок к террористическим актам 11 сентября 2001 года как в оформлении буклета, так и в звуковом наполнении. Критики сравнивали дебютную работу Gloomy Sunday с творчеством Electric Wizard, Raging Speedhorn, Crowbar и Eyehategod, отмечая заметное влияние сладж-метала.
В 2014 году вышел второй альбом группы Introduction To The Apocalypse.

## Состав
- Яри Кюттинен — вокал
- Денис Бордман — гитара
- Стефан Йоанссон — барабаны
- Пер Боберг — бас-гитара

## Дискография
- 2007 — Beyond Good And Evil[6]
- 2014 — Introduction to the Apocalypse[5]